# Iznimka (računalstvo)
Iznimka je pojam iz računarstva.  Izraz je doslovni prijevod na hrvatski jezik engleske riječi exception (ostali izrazi na engleskom su trap i fault).
Do pojma se došlo jer se proširivalo prekidnu logiku. Tako se došlo do iznimaka. Kod suvremenih procesora, one obuhvaćaju:
- prekide koje su izazvale instrukcije koje je sustav namijenio za prebaciti procesor u stanje koje je istovjetno stanju obrade vanjskog prekida
- prekide koji su nastali od strane vanjskih uređaja (sklopovski prekid, prekid kod sklopovlja)
- prekide koji su nastali zbog pogrešaka koje su se pojavile kad su se obrađivale instrukcije
- pogreške koje se pojavljuju kad se adresira (primjerice, sustav pokušava adresirati memorijsku lokaciju koja ne postoji ili kad program koji se izvodi pokušava adresirati memorijsku lokaciju koju ne smije adresirati)
- pogreške zbog dijeljenja ništicom
- pogreške koja se pojavljuje zbog toga što je program pokušao izvesti povlaštenu instrukciju u korisničkom načinu rada